# Laura Bekaert
Laura Bekaert (4 oktober 2005) is een Belgisch-Nigeriaanse actrice en zangeres. Ze is vooral bekend van haar rol als Anaïs Davis in de dramaserie wtFOCK.

## Biografie
In 2018 deed Bekaert mee aan The Voice Kids van Vlaanderen. Ze raakte tot de battles in het team van Gers Pardoel. Ze verloor tegen de uiteindelijke winnares Jade De Rijcke. In 2023 introduceerde de Vlaamse tienerserie "wtFOCK" een nieuwe (tweede) generatie met originele karakters. Bekaert kreeg er de rol van Anaïs Davis toegewezen. In seizoen 7 (wtFOCK: ANAÏS) was ze het centrale karakter. Het seizoen focuste zich op taboes zoals seksuele geaardheid, een scheiding, alcohol, drugs en een moeilijke liefdessituatie.  

## Televisie
- The Voice Kids Vlaanderen (2018) - als kandidaat
- "wtFOCK: ADA" (2023) - als Anaïs Davis
- "wtFOCK: ANAÏS" (2023) - als Anaïs Davis
- "OTIS" (2024) - als Anaïs Davis

## Muziek
Bekaert maakte haar officiële debuut op Spotify als Anaïs Davis naar aanleiding van de finale van het zevende seizoen van "wtFOCK". Ze bracht het nummer "Falling" uit samen met Bobbie De Bruyn (vertolkt door Nell Cattrysse). Het nummer werd geschreven door muzikant Jasper Bullynck en werd live uitgevoerd door Bekaert en Cattrysse op een exclusief feest na de finale op 22 december. 